# شركة بث تونغيانغ

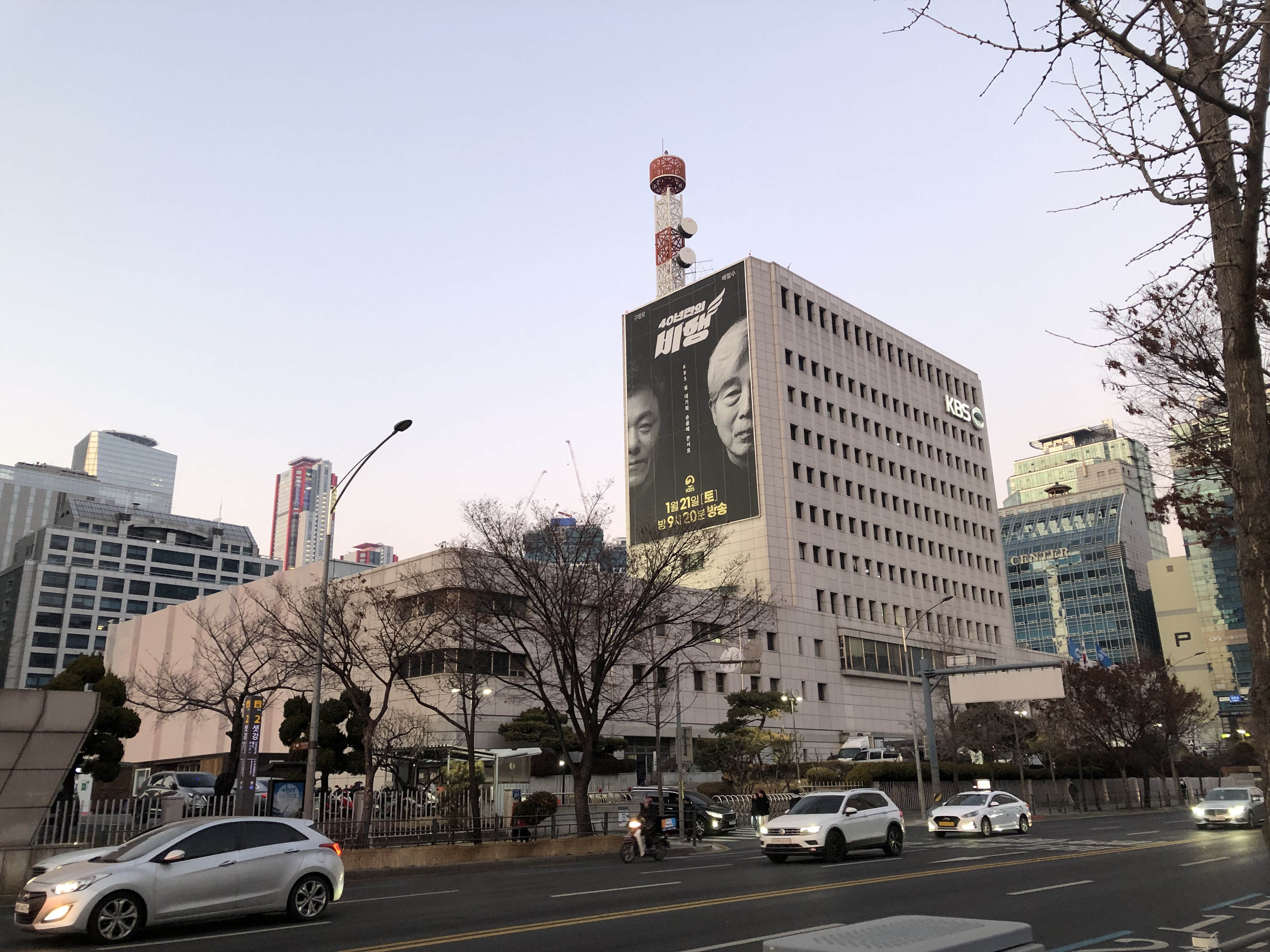
مكتب تي بي سي السابق في يويدو، لاحقا أصبح أحد المرافق للكي بي إس

شركة البث تونغيانغ (TBC, 1964-1980) كانت محطة تلفزيون تجارية كورية جنوبية والتي تم دمجها من قبل الحكومة مع الكي بي إس. وكانت ملك لإي بيونغ تشول مؤسس مجموعة سامسونغ.

## تاريخ
- 1965-06-26 : أطلقت شركة البث تونغيانغ .
- 1980-12-01 : TBC-FM و TBC-TV تدمج إلى نظام البث الكوري بقانون خاص من تشون دو هوان، رئيس السلطات العسكرية مما أدى إلى إطلاق KBS 2FM  وكي بي إس 2.
- 2011-12-01 : تي بي سيTBC تغير إسمها إلى جي تي بي سيJTBC.